# سبستان إيبيري
سبستان إيبيري (الاسم العلمي:Cordia iberica) هو نوع من النباتات يتبع جنس السبستان من الفصيلة الحمحمية.